# Các NOC kết hợp tại Thế vận hội Trẻ
Các NOC kết hợp (mã IOC: MIX) là một đội tuyển tại Thế vận hội Trẻ bao gồm các vận động viên đại diện cho các Ủy ban Olympic quốc gia (NOC) khác nhau. Khái niệm NOC kết hợp được giới thiệu tại Thế vận hội Trẻ Mùa hè 2010, trong đó các vận động viên từ các quốc gia khác nhau sẽ thi đấu trong cùng một đội. Nó cũng được xuất hiện trong nhiều môn thể thao tại Thế vận hội Trẻ Mùa đông kể từ năm 2012.

## Bảng huy chương
| Thế vận hội       | Vàng         | Bạc          | Đồng         | Tổng số      | Xếp thứ      |
| Singapore 2010    | 9            | 8            | 11           | 28           | –            |
| Nam Kinh 2014     | 13           | 12           | 14           | 39           | –            |
| Buenos Aires 2018 | 13           | 13           | 13           | 39           | –            |
| Dakar 2026        | Chưa diễn ra | Chưa diễn ra | Chưa diễn ra | Chưa diễn ra | Chưa diễn ra |
| Tổng số           | 35           | 33           | 38           | 106          |              |

| Thế vận hội      | Vàng         | Bạc          | Đồng         | Tổng số      | Xếp thứ      |
| Innsbruck 2012   | 3            | 3            | 3            | 9            | –            |
| Lillehammer 2016 | 4            | 4            | 5            | 13           | –            |
| Lausanne 2020    | 6            | 6            | 6            | 18           | –            |
| Gangwon 2024     | Chưa diễn ra | Chưa diễn ra | Chưa diễn ra | Chưa diễn ra | Chưa diễn ra |
| Tổng số          | 13           | 13           | 14           | 40           |              |